# جنجال‌های سی‌ان‌ان
شبکه خبری کابلی ( سی‌ان‌ان) (انگلیسی: CNN) شبکه تلویزیون کابلی و تلویزیون ماهواره‌ای آمریکایی است که سوژهٔ مجادلات متعددی بوده است. این مقاله به بازشماری این مجادلات و اتهامات در خصوص سی ان ان می‌پردازد.

## اتهامات جهت‌گیری
سی ان ان غالباً متهم به داشتن جهت گیری لیبرال شده است. پژوهشی انجام شده در دانشگاه هاروارد دریافت که در ماه‌های اولیهٔ انتخابات مقدماتی ریاست جمهوری سال ۲۰۰۷، برنامه‌های مورد مطالعهٔ سی ان ان گرایش داشتند بر نامزدهای جمهوریخواه نسبت به نامزدهای دمکرات به نسبت سه به یک تصویر منفی قالب کنند. ۴۱ درصد برنامه‌ها به وضوح منفی بودند در حالی که فقط ۱۴٪ مثبت بودند و ۴۶٪ خنثی بودند. این شبکه از هر سه نامزد اصلی پوشش منفی می‌داد، جان مککین با ۶۳٪ بدترین و میت رامنی تنها ذره ای بهتر از او بودند. دمکرات‌ها نیز به استثنای باراک اوباما پوشش بهتری نگرفتند. نزدیک به نیمی از پوشش او مثبت بود و فقط ۸٪ منفی بود ولی هم هیلاری کلینتون و هم جان ادواردز در مجموع پوشش منفی تری گرفتند تا مثبت.

### مناقشه با دولت ترامپ
در ۱۰ ژانویه ۲۰۱۷ سی ان ان در خصوص وجود اسناد طبقه‌بندی شده گزارش داد که نشان می‌داد روسیه از رئیس جمهور منخب وقت دونالد ترامپ اطلاعات افشاگرانه مالی و شخصی دارد. سی ان ان آن اطلاعات را منتشر نکرد، یا جزئیاتی در خصوص آن ارائه نداد. بازفید آن دوسیه را منتشر کرد و تکذیب‌نامه ای اعلام کرد که در آن ایرادات واضح و تأیید نشده وجود دارد. چهره‌های سیاسی و رسانه ای در واشینگتن به طور گسترده آن دوسیه را مطالعه کرده بودند و خبرنگاران متعددی آن را دریافت کرده بودند، ولی چون اعتبار آن مشخص نبود از انتشارش خودداری کردند. ترامپ در یک کنفرانس خبری در روز بعد سی ان ان را fake news خواند و از شنیدن سؤال جیم اکاستا گزارشگر آن خودداری کرد.
در ۲۶ ژوئن ۲۰۱۷ سه روزنامه‌نگار تحقیقی این شبکه، به خاطر یک مطلب پس گرفته شده که انتونی اسکاراموچی را به یک صندوق سرمایه‌گذاری روسی مرتبط می‌کرد استعفا دادند. این شبکه از اسکاراموچی عذرخواهی کرد و گفت این مطلب آنلاین حایز معیارهای اخلاق روزنامه‌نگاری شان نبوده است.